# Krater (naczynie)

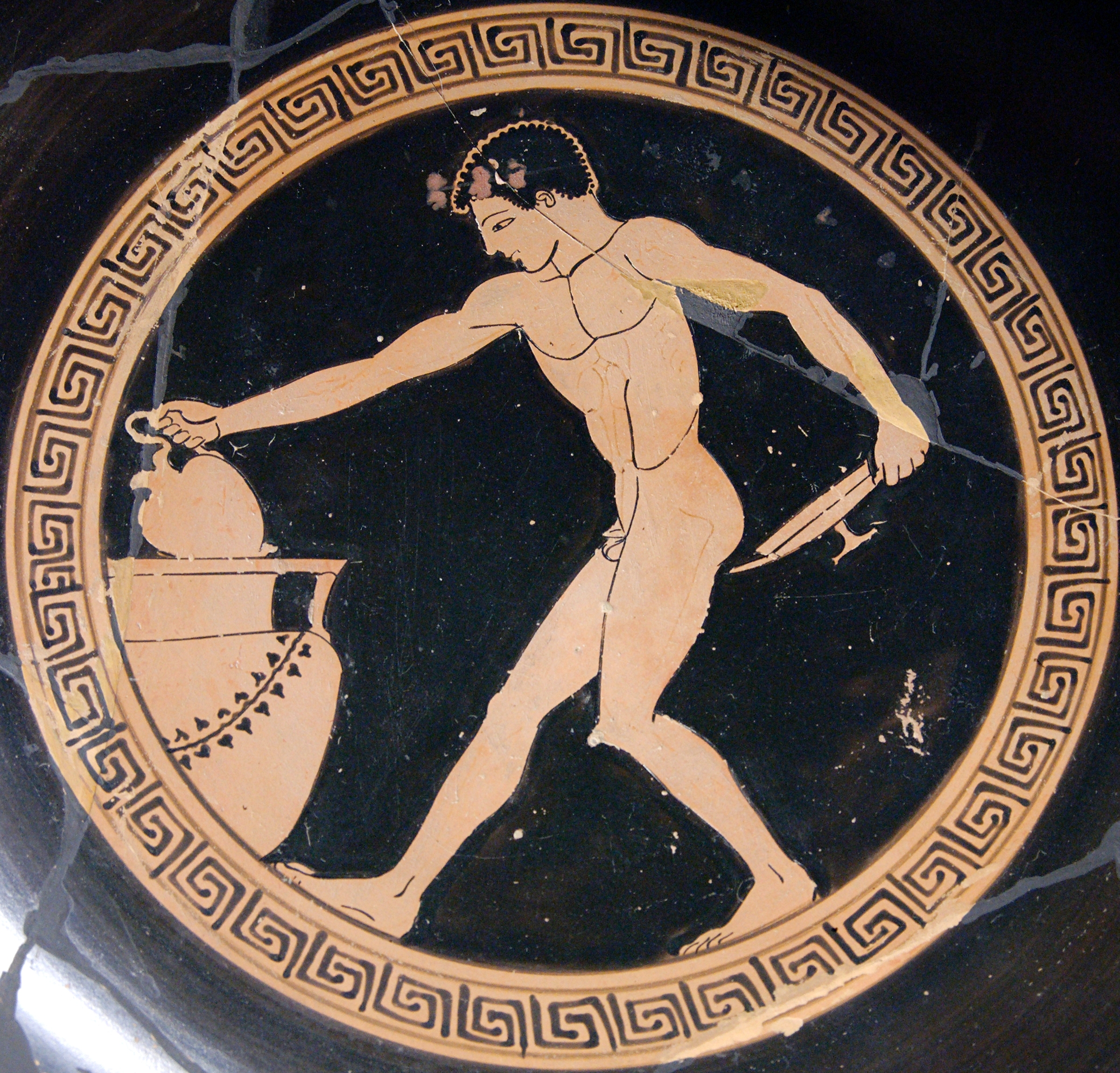
Młodzieniec czerpiący dzbanem (ojnochoe) wino z krateru

Krater (stgr. κρατήρ kratḗr, od κεράννυμι „mieszam”) – starożytne naczynie ceramiczne lub metalowe, służące do mieszania wina z wodą. Typowe dla kultury greckiej, znane już w epoce minojskiej i mykeńskiej, popularne aż do czasów hellenistycznych; używane również przez Etrusków i Rzymian.

## Forma i jej typologia
Należący do form otwartych i zwykle bogato zdobiony, krater ma pierścieniowatą, podwyższoną stopkę, pojemny brzusiec, szeroką, niską szyję ze stosunkowo szerokim, płaskim wylewem oraz dwa uchwyty umieszczone symetrycznie po bokach naczynia. Jako mieszalnik wina był naczyniem typowym dla pomieszczeń biesiadnych; jego użytkowym uzupełnieniem były ojnochoe, psykter i stamnos.
Znany już w kulturach starożytnego Wschodu (głównie jako naczynie kultowe), w ceramice greckiej krater przyjął się i rozpowszechnił w epoce mykeńskiej (np. tzw. Krater wojowników), jednak jego późniejsza, dojrzała postać wywodzi się z warsztatów korynckich. W rozwoju form tego naczynia wyróżnia się cztery typy kraterów: kolumienkowe, wolutowe, kielichowate i dzwonowate. Określenia pierwszych dwóch pochodzą od kształtu uchwytów, trzeciego od kształtu wylewu, a czwartego – od kształtu brzuśca. Oprócz tych elementów istotne znaczenie w ich typologii ma kształt stopki i osadzenie uchwytów (imadeł).

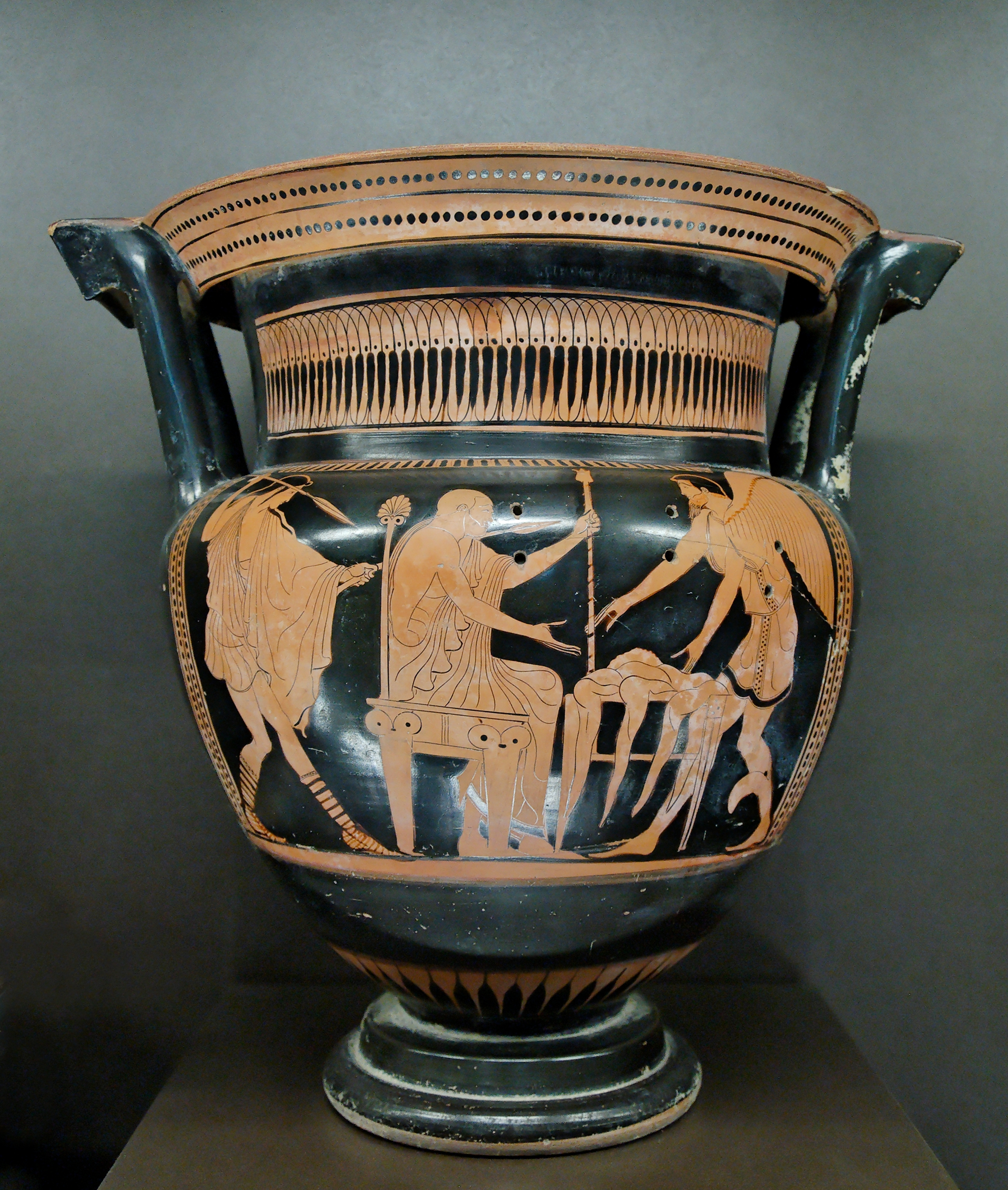
kolumienkowy
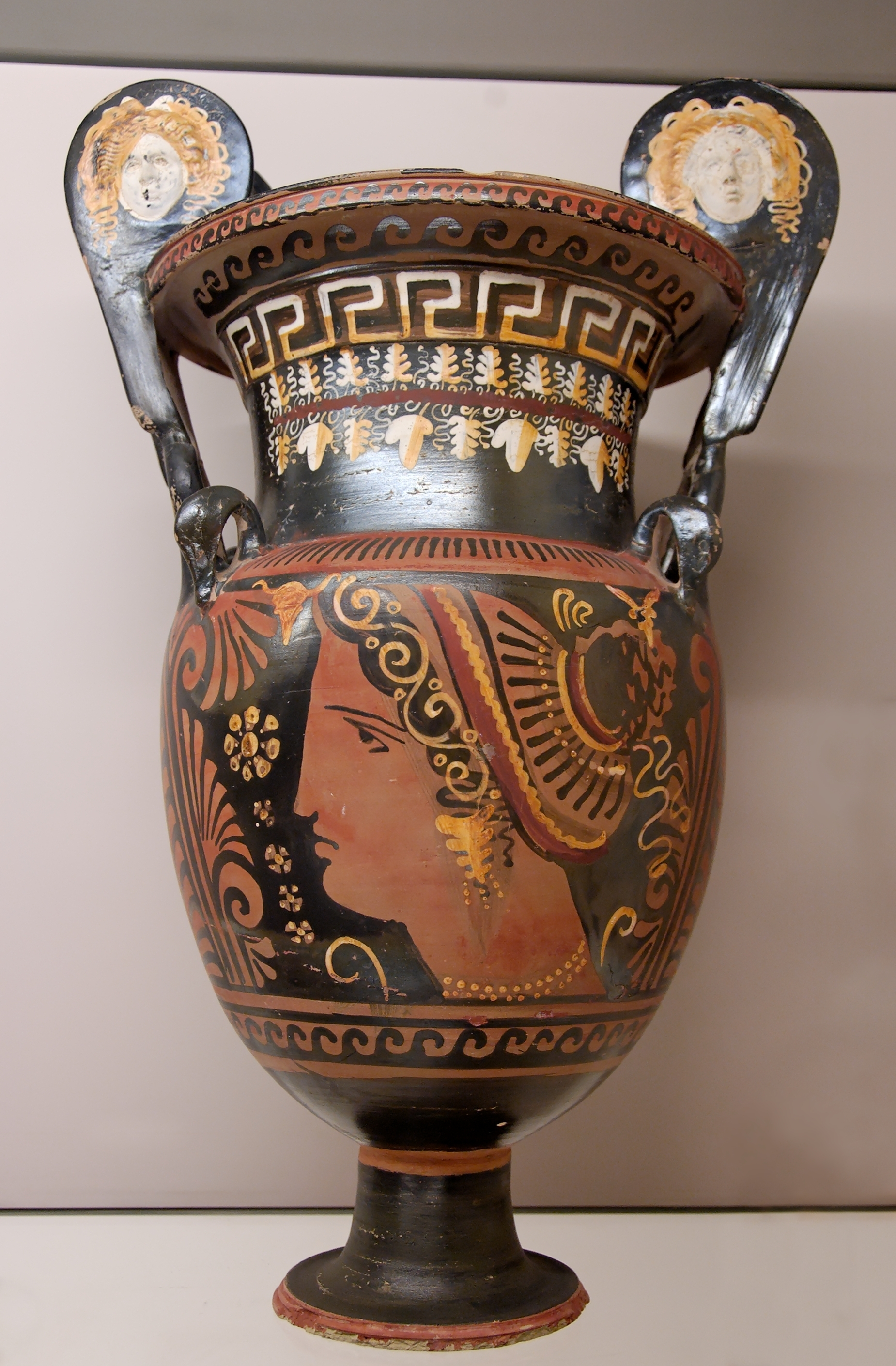
wolutowy
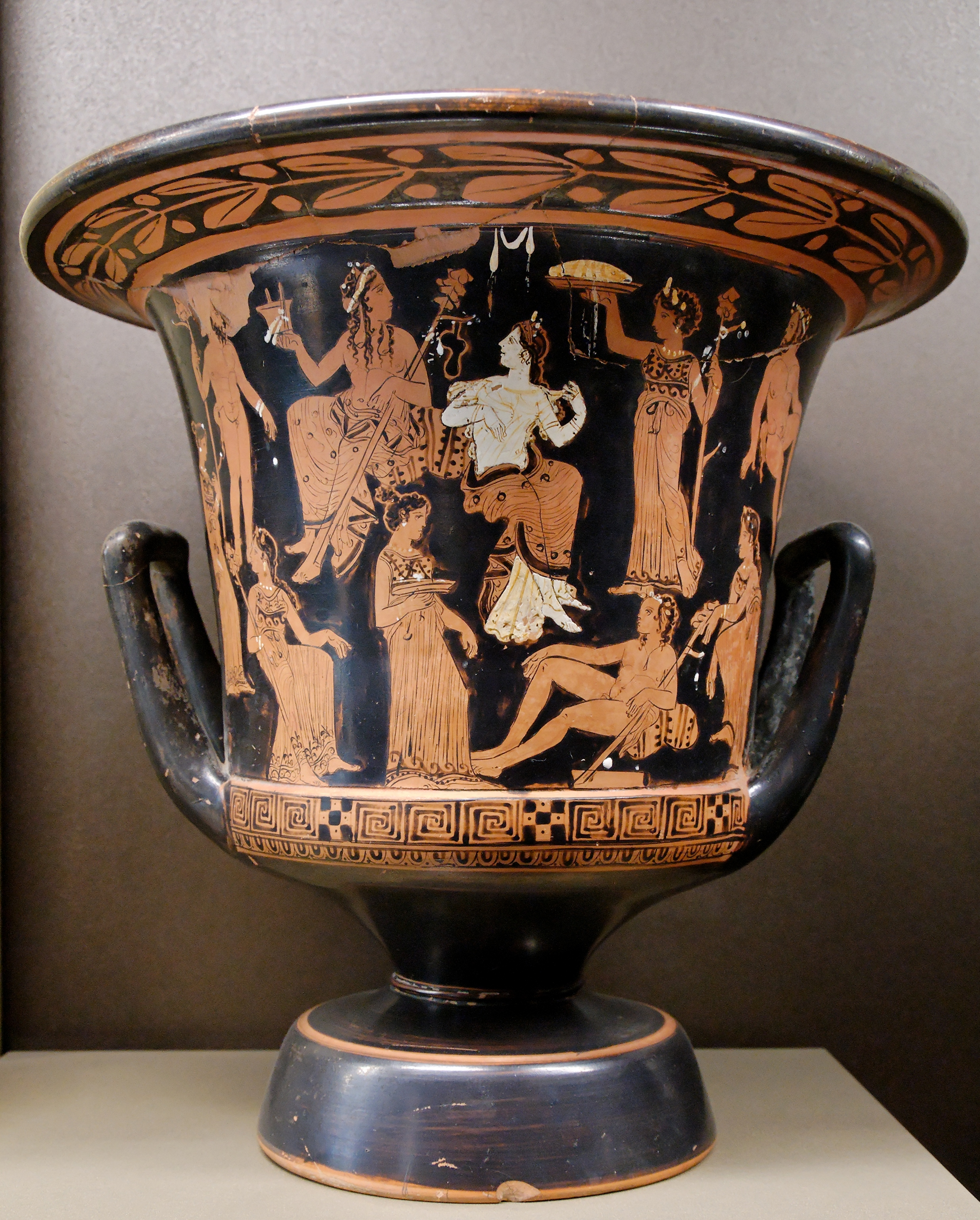
kielichowaty
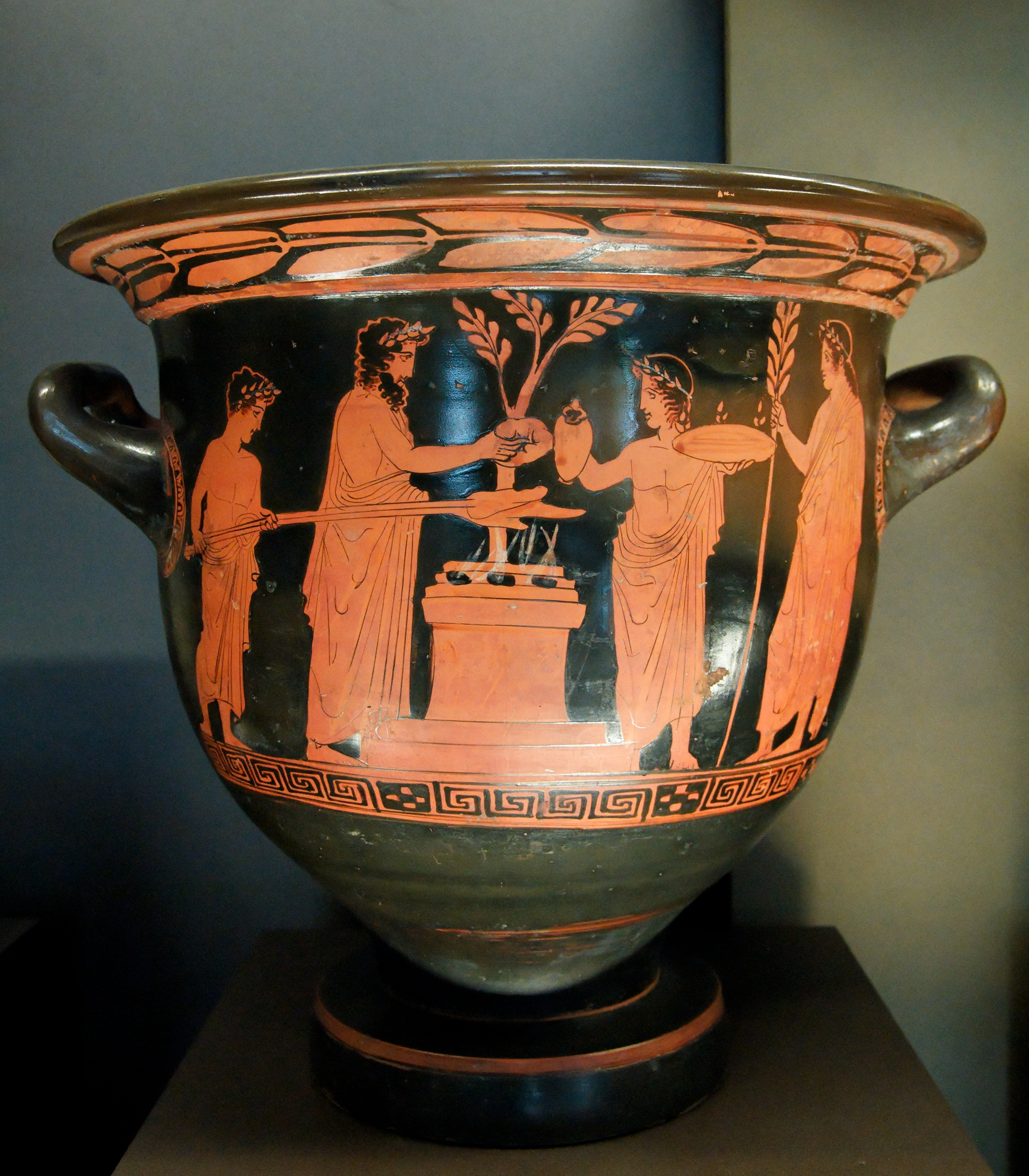
dzwonowaty

- Najstarsza forma – krater kolumienkowy (zwany też kelebe) jest wazą o pękatym brzuścu i wyraźnie wyodrębnionej szyi. Jego dwudzielne imadła osadzone pionowo na ramionach naczynia sięgają aż do pierścieniowo ukształtowanego wylewu, wystając nieco ponad nim i tworząc jakby kapitele kolumn. Krater ten wyjątkowo zaopatrywano w pokrywkę. Typowy dla techniki czarnofigurowej i częsty w VI stuleciu p.n.e., stopniowo zanika i w V w. p.n.e. jest już rzadkością.
- Krater wolutowy, nieco późniejszy, cechują większe wymiary przy podobnym umocowaniu uchwytów, jednak znacznie wynioślejszych i zakończonych efektownie zdobnymi (plastycznie i malarsko) ślimacznicami (wolutami), od których utworzono jego nazwę. Smuklejszy i wyposażony w wysoką stopkę, ma też wysoką, walcowatą szyję z proporcjonalnie pomniejszonym wylewem o spłaszczonej krawędzi. Pozostając dość długo w użyciu, forma ta przeszła do ceramiki południowoitalskiej, w której należała do najbardziej typowych naczyń.
- Krater kielichowaty, wprowadzony w attyckiej ceramice czerwonofigurowej w V wieku p.n.e., zyskał swą nazwę od rozszerzającego się ku górze brzuśca w kształcie kwiatowego kielicha, przy nisko osadzonych na korpusie i silnie wzniesionych uchwytach. Cechuje go też bardzo szeroki, płaski wylew oraz wysoka i masywna stopka. Również ten typ, występując licznie wśród naczyń południowoitalskich, przetrwał aż do upadku ceramiki malowanej.
- Najprostszy strukturalnie krater dzwonowaty (niekiedy nazywany też oksybafonem[a]), w kształcie odwróconego dzwonu osadzonego na masywnej, krążkowej stopce, wyróżniają dwa półkrągłe uniesione imadła w wyższej części korpusu, umieszczone poniżej wylewu. Wytwarzany wyłącznie w technice czerwonofigurowej, stanowi on najpóźniejszą formę naczynia i zarazem najpopularniejszą w końcowej fazie produkcji ceramiki malowanej – zwłaszcza w ceramice południowoitalskiej i „nadczarnomorskiej” attyckiej stylu kerczeńskiego[2].

Określenie krateriskos (κρατηρίσκος) odnosi się do niewielkiego naczynia o tym samym kształcie, najczęściej ceramicznego, u Greków służącego głównie celom kultowym (czarnofigurowe krateriskosy z wyobrażeniem pląsających dziewcząt poświęcano Artemidzie Brauronii podczas jej dorocznego święta Arkteia). Ich przeciwieństwem są egzemplarze bardzo okazałe pod względem wielkości (np. krater François, kratery Eufroniosa).  

## Zastosowanie

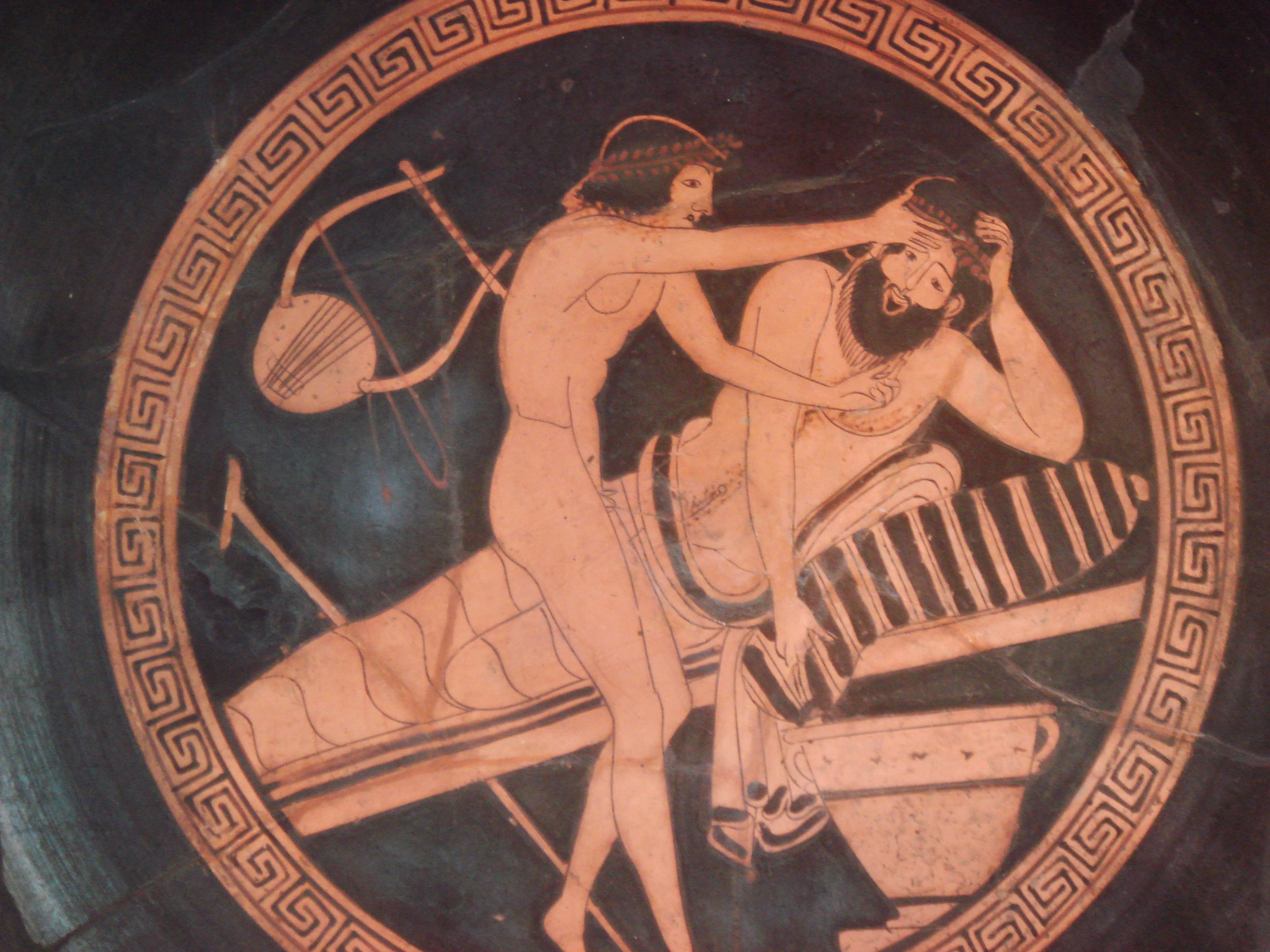
Biesiadnik odczuwający skutki nadmiaru wina (scena z czary Brygosa)

Potrzeba korzystania z tego naczynia powstała u Greków na gruncie zwyczaju picia zamiast wina czystego (akratos), napoju rozcieńczanego w różnym stosunku; niekiedy dodatkowo mieszano je z przyprawami. Poza utrwalonym kulturowo przeświadczeniem, że wino nierozcieńczone piją jedynie barbarzyńcy, wpływała na to okoliczność, że w odróżnieniu od dzisiejszego wino to było nie tylko słodsze, lecz również bardziej alkoholizowane. Zwyczaj ten praktykowano co najmniej od czasów homeryckich, skoro w eposie Achilles zwraca się do Patroklosa: „Największy krater mi przynieś, wino w nim zmieszaj najlepsze” (Iliada IX, 202-203). Rozcieńczano je wodą zazwyczaj w proporcji 2-3 części wody na 1 część wina. Za normę przyzwoitą uznawano proporcję 3:1, natomiast stosunek 1:1 oznaczał wyraźny zamiar pijaństwa. Podczas biesiady nadzór nad tą czynnością sprawował sympozjarcha (συμποσίαρχος), zwany też basileusem. Sceny na wazach wskazują, że podczaszy w tym celu na ogół opuszczał biesiadników i że czynność mieszania odbywała się w przedsionku lub na dziedzińcu. Powiązanie z pewnymi rytualnymi scenami dionizyjskimi wskazywałoby, że jako naczynie na wino nierozcieńczone mógł niekiedy służyć też stamnos. 
Sympozjarcha nadzorował również tempo picia oraz ogólną ilość wina spożywanego przez biesiadników. W znacznie późniejszej Uczcie mędrców Atenajosa zachował się opis zasad ilościowego dysponowania winem stosowany przez niejakiego Eubolosa: „Dla ludzi mądrych mieszam tylko trzy kratery: pierwszy dla zdrowia, drugi dla miłości i przyjemności, trzeci na sen; wypiwszy go, goście idą do domu. Czwarty nie do nas należy, tylko do pychy (hybris); piąty to krater krzyków, szósty orgii, siódmy zamglonych oczu, ósmy urzędnika sądowego, dziewiąty gniewu, dziesiąty szaleństwa i ciskania sprzętami.” (II, 36). 